# Федераль
Федераль (исп. Federal) — город и муниципалитет в департаменте Федераль провинции Энтре-Риос (Аргентина), административный центр департамента.

## История
Первые поселенцы появились в этих местах ещё в 1803 году.
В 1880 году по распоряжению губернатора Хосе Франсиско Антело в этих местах была создана колония (которую поэтому иногда называют Колония-Антело). В 1884 году законодательное собрание провинции дало ей официальное название Колония-Федераль.
В 1957 году населённый пункт Федераль получил статус города.